# Vikersund
Vikersund is een plaats in de Noorse gemeente Modum, provincie Buskerud. Vikersund telt 2592 inwoners (2007) en heeft een oppervlakte van 2,65 km².
In Vikersund staat de skivliegschans Vikersundbakken.